# Gonomyia monura
Gonomyia monura là một loài ruồi trong họ Limoniidae. Chúng phân bố ở miền Australasia.